# Año Internacional de las Cooperativas (2012)
2012 fue proclamado como el Año Internacional de las Cooperativas por la Asamblea General de las Naciones Unidas el 18 de diciembre de 2009.

## Designación
El Año Internacional de las Cooperativas se celebró en 2012, tras ser proclamado por la Asamblea General de las Naciones Unidas el 18 de diciembre de 2009. Bajo el lema: Las empresas cooperativas ayudan a construir un mundo mejor, la iniciativa buscó resaltar el papel fundamental de las cooperativas en el desarrollo social y económico sostenible. Se destacó su capacidad para promover la inclusión social, reducir la pobreza y generar empleo, beneficiando a grupos como mujeres, jóvenes, personas mayores, personas con discapacidad y pueblos indígenas.

## Actividades y Alcance
El Año Internacional de las Cooperativas tuvo tres objetivos principales:
1. Crear mayor conciencia: Incrementar el conocimiento público sobre la contribución de las cooperativas al desarrollo económico y social, y su rol en el cumplimiento de los Objetivos de Desarrollo del Milenio.
2. Promover el crecimiento: Fomentar la creación y expansión de cooperativas para satisfacer necesidades económicas mutuas y lograr una plena participación económica y social.
3. Establecer políticas adecuadas: Incentivar a los gobiernos y organismos reguladores a implementar políticas y normativas que favorezcan la creación y sostenibilidad de las cooperativas.

Durante 2012, se realizaron campañas de sensibilización global, se organizaron conferencias y seminarios, y se promovieron cambios legislativos para fortalecer el entorno operativo de las cooperativas. Se trabajó en la mejora del acceso de las cooperativas a tecnologías y financiamiento, y se facilitó el intercambio de buenas prácticas a nivel nacional e internacional. Estas actividades contribuyeron a consolidar el apoyo y desarrollo de las cooperativas, destacando su impacto en la cohesión social y el bienestar de las comunidades.